# Nostima nigrofemorata
Nostima nigrofemorata är en tvåvingeart som beskrevs av Canzoneri och Rampini 1994. Nostima nigrofemorata ingår i släktet Nostima och familjen vattenflugor.
Artens utbredningsområde är Sierra Leone. Inga underarter finns listade i Catalogue of Life.